# Мезонефрос
Мезонефрос (первичная почка, туловищная почка, вольфово тело; от др.-греч. μέσος — «средний» и νεφρός — «почка») — парный орган выделения у позвоночных животных.
Мезонефрос состоит из многочисленных извитых канальцев; один конец каждого канальца имеет вырост — мальпигиево тельце, другим концом каналец открывается в вольфов канал. У круглоротых, рыб и земноводных мезонефрос функционирует в течение всей жизни, у высших позвоночных (в том числе у человека) — только на ранних стадиях эмбрионального развития, сменяясь далее метанефросом. У самцов высших позвоночных бо́льшая часть мезонефроса развивается в придаток семенника и вместе с вольфовым каналом образует семявыносящий канал; у самок мезонефрос редуцируется.